# Črešnjice nad Pijavškim
Črešnjice nad Pijavškim – wieś w Słowenii, w gminie Krško. W 2018 roku liczyła 26 mieszkańców.